# فرج الأرض
فَرج الأرض أو لحلاح ريتشي أو عكنة أو خَميرة (الاسم العلمي: Colchicum ritchii) أو اللحلاح المصري (باللاتينية: Colchicum aegyptiacum Boiss.) نوع نباتي يتبع جنس اللحلاح من الفصيلة اللحلاحية.

## الموئل والانتشار
موطنه بلاد الشام ومصر والمغرب العربي.

## الوصف النباتي
النبات عشبي معمر. النبات سام كبقية أنواع اللحلاح.

## مرادفات للاسم العلمي
- (باللاتينية: Colchicum aegyptiacum Boiss.)
- (باللاتينية: Colchicum stenopetalum Boiss. & Buhse ex Stef., des. inval.)
- (باللاتينية: Colchicum ritchii var. pusillum Bég. & A. Vacc.)
- (باللاتينية: Colchicum ritchii f. pusillum (Bég. & A. Vacc.))